# Alexander Resnikow
Alexander G. Resnikow (russisch Александр Резников; englische Transkription Alexander Reznikov; * 14. Januar 1960 in Kiew; † 5. September 2003) war ein russischer Mathematiker, der sich mit Geometrie (Riemannsche Geometrie, symplektische Geometrie, geometrische Gruppentheorie, Topologie von dreidimensionalen Mannigfaltigkeiten, algebraische Geometrie) und dynamischen Systemen befasste.

## Leben
Reznikov gewann 1975 den zweiten Preis in der Internationalen Mathematikolympiade und begann im selben Jahr sein Studium an der Universität Kiew. Da er Jude war, konnte er aber nicht sofort an der Universität promovieren und arbeitete an einem staatlichen Planungsinstitut, während er an seiner Promotion bei Myroslav Gorbachuk in Kiew arbeitete. Da er sich einer privaten Studiengruppe für die Geschichte Israels angeschlossen hatte, musste er Kiew verlassen und verdingte sich als Arbeiter in verschiedenen Teilen der ehemaligen Sowjetunion wie Tadschikistan, Litauen. 1989 emigrierte er nach Israel, wo er 1990 bei Vitali Milman an der Universität Tel Aviv promoviert wurde. Nach einem Jahr als Post-Doc am ICTP in Triest wurde er Dozent an der Hebräischen Universität in Jerusalem. 1997 wurde er Professor für Mathematik an der University of Durham (im Norden des Teillandes England).
1999 wurde er Mitglied der London Mathematical Society.
2000 war er Invited Speaker auf dem Europäischen Mathematikerkongress in Barcelona (Analytic topology).

## Werk
Reznikov befasste sich zunächst mit Differentialgeometrie, worin er die schwache Blaschke-Vermutung bewies, die danach fragt, ob Sphären und Projektive Räume über den reellen Divisionsalgebren (reelle und komplexe Zahlen, Quaternionen, Cayley-Zahlen) die einzigen Blaschke-Mannigfaltigkeiten sind. Reznikov bewies, dass alle Blaschke-Mannigfaltigkeiten gleiches Volumen wie die oben erwähnten Beispielräume haben müssen. Ab den 1990er Jahren befasste er sich auch mit der Haken-Waldhausen-Thurston-Vermutung die besagt, dass jede irreduzible 3-Mannigfaltigkeit mit unendlicher Fundamentalgruppe eine endliche Überdeckung mit positiver erster Betti-Zahl hat, das heißt, sie ist eine virtuelle Hakenmannigfaltigkeit. Er bewies verschiedene Sätze über Mannigfaltigkeiten, die keine virtuellen Hakenmannigfaltigkeiten sind. Er zeigte auch Verbindungen der Topologie der 3-Mannigfaltigkeiten zur Zahlentheorie auf.
Reznikov wurde insbesondere bekannt durch den Beweis der Bloch-Vermutung über die Darstellungen der Fundamentalgruppe algebraischer Varietäten.

## Schriften (Auswahl)
- The weak Blaschke conjecture for CPn. In: Inventiones Mathematicae. Bd. 117, Nr. 3, 1994, S. 447–454.
- All regulators of flat bundles are torsion. In: Annals of Mathematics. Serie 2, Bd. 141, Nr. 2, 1995, S. 373–386, doi:10.2307/2118525.
- Rationality of secondary classes. In: Journal of Differential Geometry. Bd. 43, Nr. 3, 1996, S. 674–692, doi:10.4310/jdg/1214458328.
- Three-manifolds class field theory (homology of coverings for a nonvirtually b1-positive manifold). In: Selecta Mathematica. New Series, Bd. 3, Nr. 3, 1997, S. 361–399, doi:10.1007/s000290050015.
- Characteristic classes in symplectic topology. Appendix D by Ludmil Katzarkov. In: Selecta Mathematica. New Series, Bd. 3, Nr. 4, 1997, S. 601–642, doi:10.1007/s000290050021.
- Analytic topology of groups, actions, strings and varieties. In: Mikhail Kapranov, Sergiy Kolyada, Yuri I. Manin, Pieter Moree, Leonid A. Potyagailo (Hrsg.): Geometry and Dynamics of Groups and Spaces. In Memory of Alexander Reznikov (= Progress in Mathematics. 265). Birkhäuser, Basel u. a. 2008, ISBN 978-3-7643-8607-8, S. 3–93, doi:10.1007/978-3-7643-8608-5_1.